# Sticherus cryptocarpus
Sticherus cryptocarpus är en ormbunkeart som först beskrevs av William Jackson Hooker, och fick sitt nu gällande namn av Ren-Chang Ching. Sticherus cryptocarpus ingår i släktet Sticherus och familjen Gleicheniaceae. Inga underarter finns listade.